# Zlatobýl obrovský
Zlatobýl obrovský (Solidago gigantea) je vzpřímená trvalka s lodyhou vysokou i okolo 2 m mající v době kvetení vrchol zakončen množstvím drobných žlutých kvítků.

## Rozšíření
Domovem této rostliny jsou Spojené státy a jižní oblasti Kanady. Jako okrasná rostlina byl zlatobýl obrovský dovezen v roce 1758 do Londýna. Postupně zplaněl a druhotně se rozšířil téměř po celé západní, jižní a střední Evropě, následně také do Asie a na Nový Zéland. Vybírá si světlá stanoviště s větší půdní vlhkostí a vyšším obsahem dusíku, např. tvoří vegetaci na pobřeží řek, roste ve vlhkých křovinách, v některých lužních lesích tvoří monodominantní bylinné patro, dále roste na rumištích, podél cest apod. V České republice roste územně nerovnoměrně, místy až hojně.

## Popis
Je to vytrvalá rostlina s lodyhou vysokou 80 až 200 cm, někdy je uváděno 50 až 250 cm, vyrůstající z bohatě větveného plazivého oddenku. Lodyha zelené nebo slabě nachové barvy je přímá, jednoduchá, lysá, pouze v oblasti květenství je mírně chlupatá. Kopinaté listy na obě strany zúžené vyrůstají na lodyze střídavě, bývají dlouhé od 7 do 18 cm a široké od 1 do 3 cm, jsou přisedlé až krátce stopkaté. Jejich čepele jsou zašpičatělé a pilovité, na okrajích a spodní straně jsou porostlé chlupy. Mimo hlavní žilku jsou na listech i další dvě postranní. V paždí listů někdy vyrůstají kratičké lístky se stopkami. Zlatobýl obrovský bývá diploidní, tetraploidní i hexaploidní.
Přisedlé květní úbory (40 až 600 kusů na jedné rostlině) mají v průměru 4 až 8 mm a jsou okolo 4 mm dlouhé, všechny směřují vzhůru. Vyrůstají uspořádány do obloukovitě ohnutých hroznů a vytvářejí pyramidální laty dlouhé 10 až 20 cm. Úbor sestává ze dvou druhů květů majících asi 1 mm v průměru. Na okraji květního lůžka vyrůstá 8 až 15 jazýčkovitých pestíkovitých květů, uvnitř roste 7 až 12 o málo kratších trubkovitých oboupohlavných. Korunní lístky obou typů květů mají shodnou žlutou barvu. Zákrov dlouhý od 3 do 4 mm je tvořen kopinatými listeny uspořádanými ve 3 nebo 4 řadách. Kvete od července do září. Květy jsou opylovány létajícím hmyzem. Plodem je nažka veliká až 1,5 mm s věnečkem chmýří dlouhého 3 až 4 mm.
Rozmnožuje se do blízkého okolí vegetativně oddenky a do vzdálenějšího generativně semeny rozšiřovanými větrem.

## Význam
Zlatobýl obrovský je neofyt, v naší přírodě byl prvně zaznamenán roku 1851. V České republice je zařazen k vůli své agresivitě při rozšiřování a vytlačování původní flory mezi invazní rostliny. Včelaři je hodnocen jako medonosná rostlina, jiný význam nemá.

## Galerie

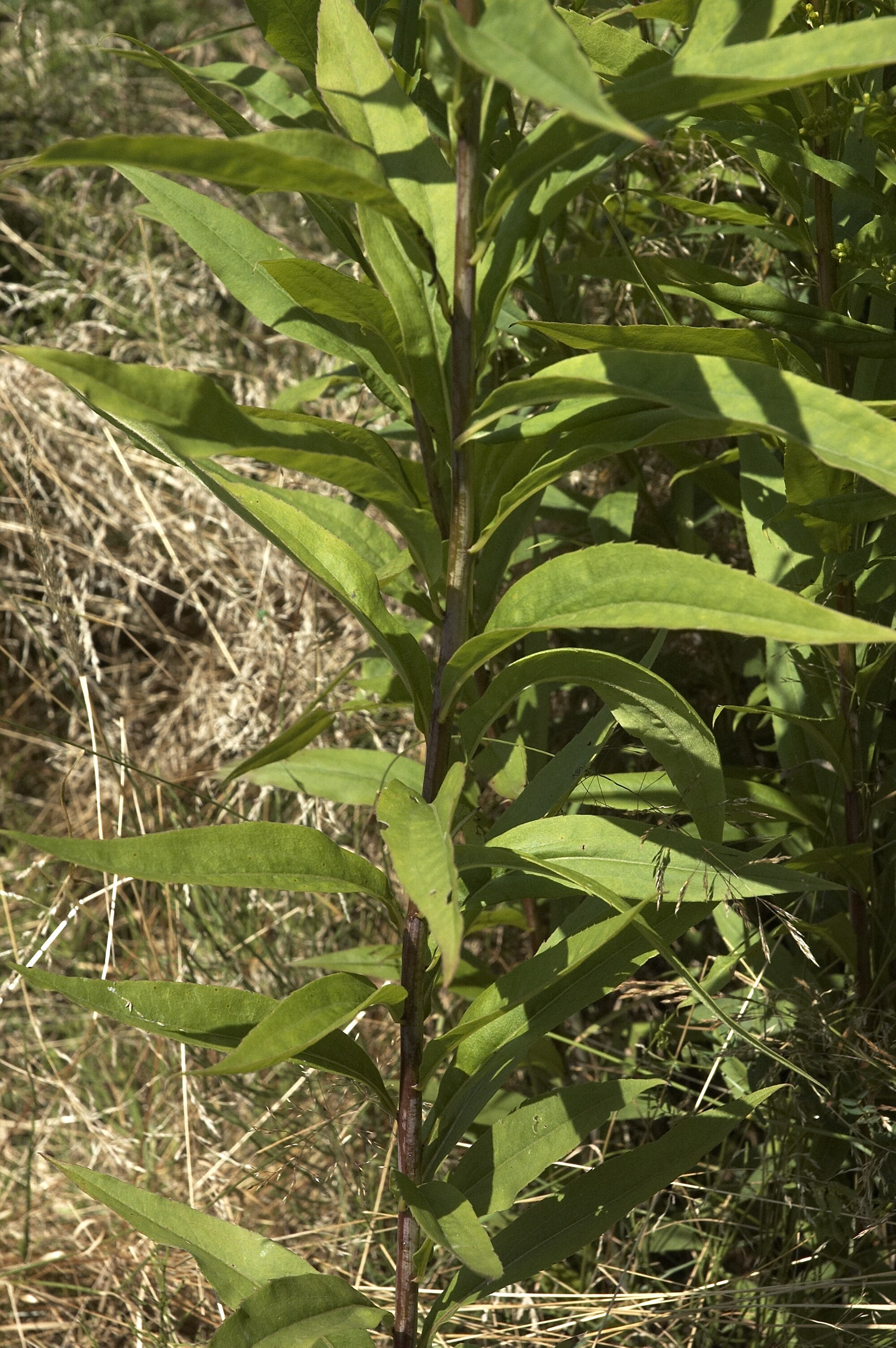
Lodyha s listy
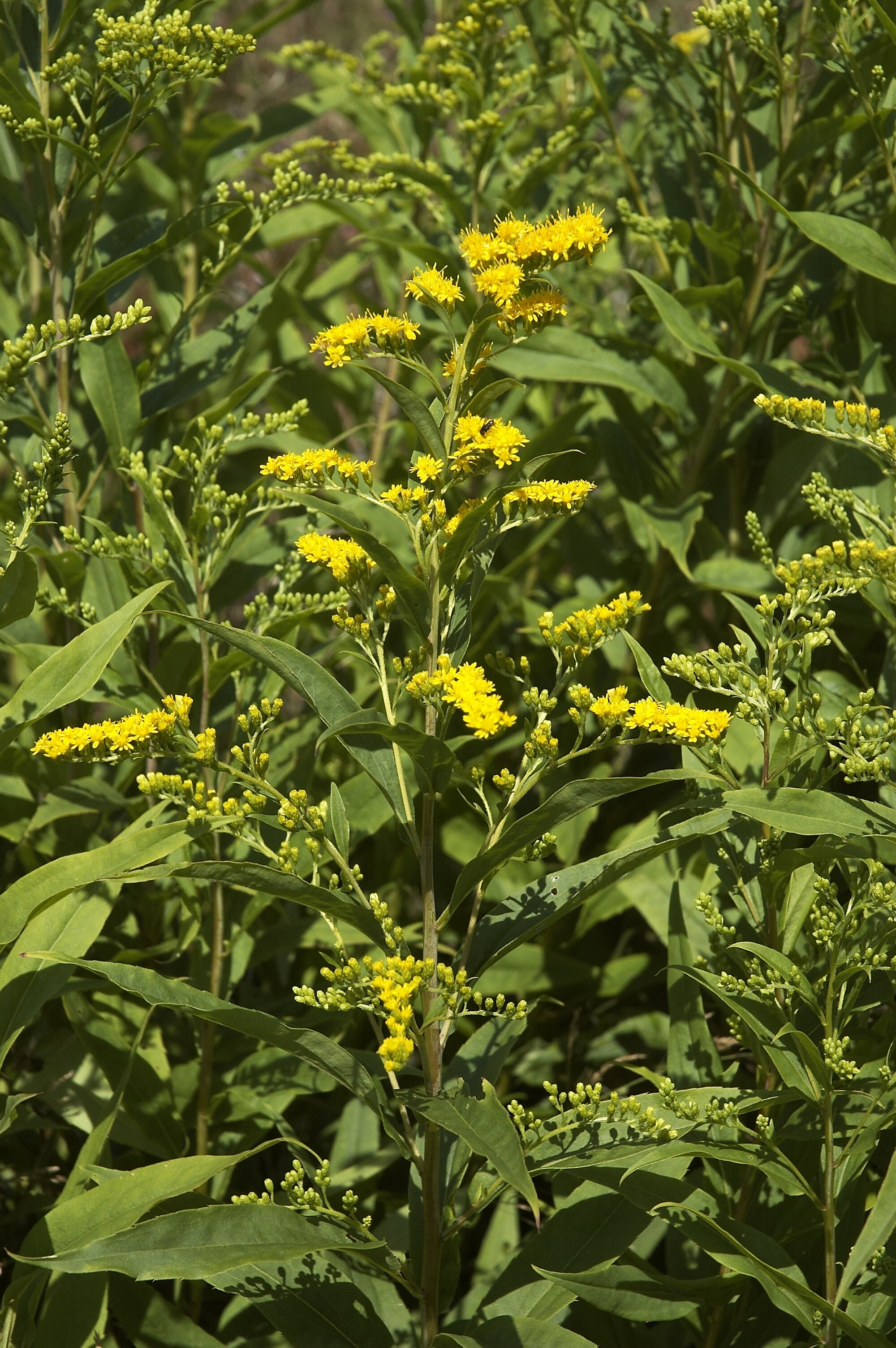
Rozkvetlé i nakvétající květy
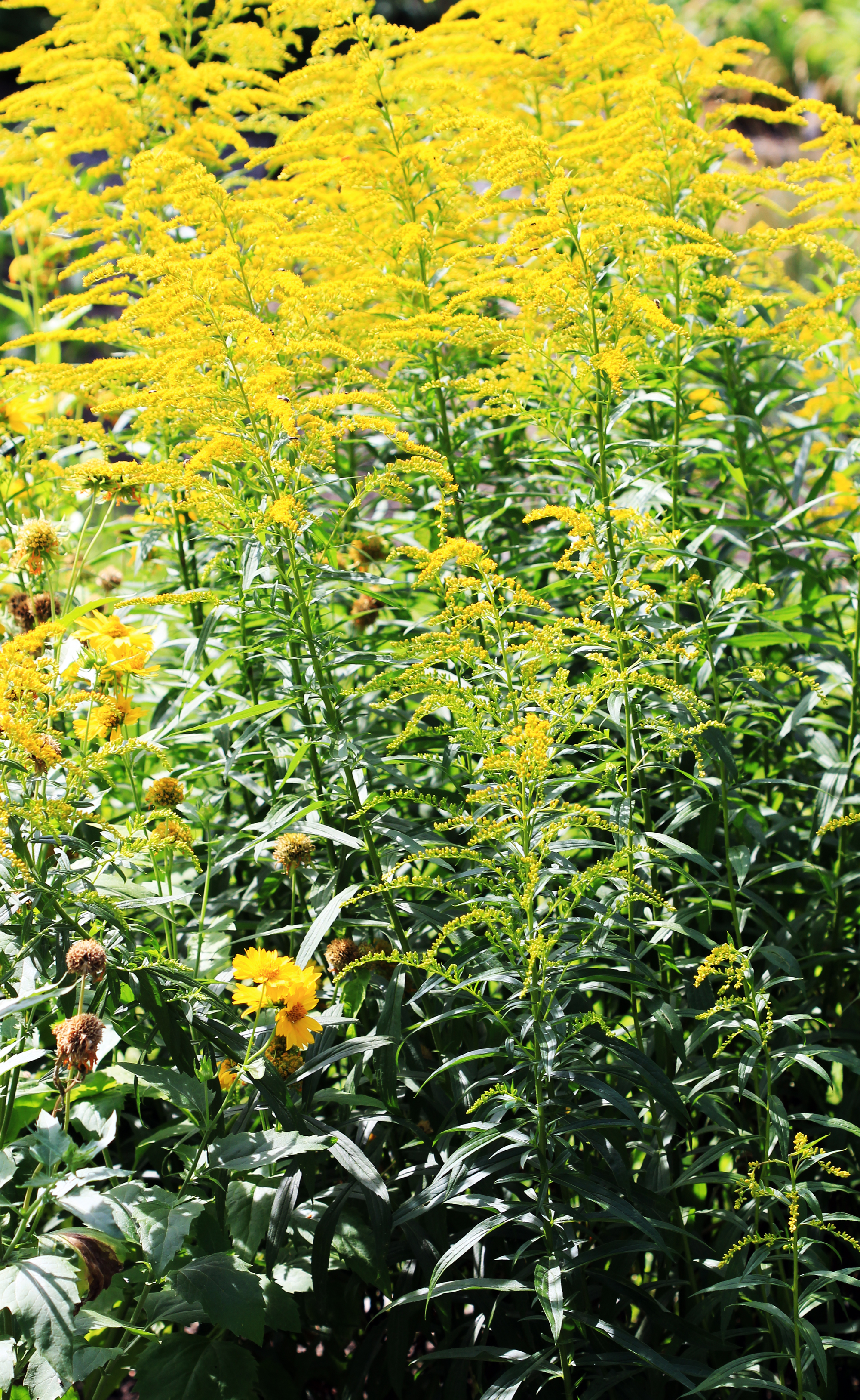
Kvetoucí rostliny
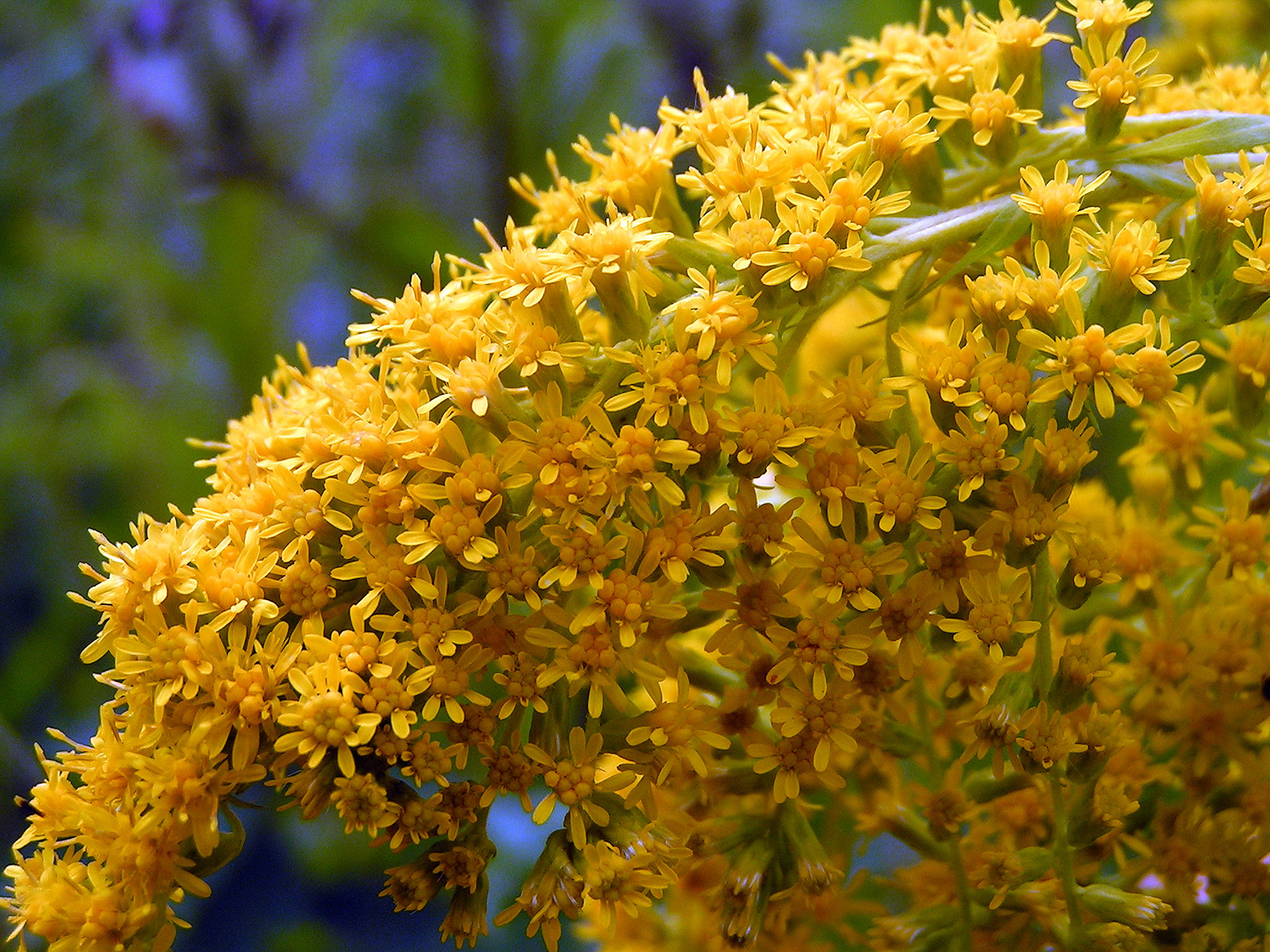
Detail květů
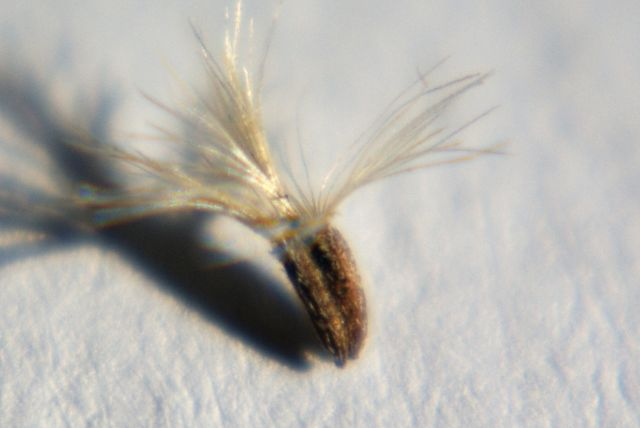
Semeno